# Trichodamon princeps
Genre
Espèce
Synonymes
- Trichodamon pusillus Mello-Leitão, 1936
- Trichodamon froesi Mello-Leitão, 1940

Trichodamon princeps, unique représentant du genre Trichodamon, est une espèce d'amblypyges de la famille des Phrynichidae.

## Distribution
Cette espèce est endémique du Brésil. Elle se rencontre dans les États du Goiás, du Minas Gerais, de Bahia, du Paraíba, du Rio Grande do Norte et du Ceará.

## Systématique et taxinomie
L'espèce Trichodamon froesi a été placée en synonymie avec Trichodamon princeps par Miranda, Kury et Giupponi en 2018.

## Publication originale
- Mello-Leitão, 1935 : Novo Pedipalpo do Brasil. Annaes da Academia Brasileira de Sciencias, vol. 7, p. 183-184.